# Deir ez-Zor (okrug)
Okrug Deir ez-Zor je okrug u sirijskoj pokrajini Deir ez-Zor. Po popisu iz 2004. (prije rata), okrug je imao 492.434 stanovnika. Administrativno sjedište je u naselju Deir ez-Zor.

## Nahije
Okrug je podijeljen u nahije (broj stanovnika se odnosi na popis iz 2004.):
- Deir ez-Zor, 239.196 stanovnika.[2]
- Al-Kasrah, 63.226 stanovnika.[3]
- Al-Busayrah, 40.236 stanovnika.[4]
- Al-Muhasan, 35.113 stanovnika.[5]
- Al-Tabni, 48.393 stanovnika.[6]
- Khasham, 28.718 stanovnika.[7]
- Al-Suwar, 37.552 stanovnika.[8]